# Нови Луковец
Нови Луковец (грч. Σωτήρα, Сотира) је насељено место у општини Воден у периферији Средишња Македонија, Грчка. Према попису из 2021. године било је 172 становника.
Нови Луковец је изграђен након Грчког грађанског рата за житеље старог села Луковец. На попису из 1951. године село је имало 290 становника.